# Чумак Віталій Миколайович
Віта́лій Микола́йович Чума́к (24 серпня 1990, смт Єрки, Катеринопільський район, Черкаська область — 8 лютого 2015, с. Рідкодуб, Шахтарський район, Донецька область) — український військовик, учасник АТО, молодший сержант, старший стрілець, командир танка, 15-й окремий гірсько-піхотний батальйон.

## Життєпис
31 липня 2014 року пішов служити до 128 Мукачівської окремої гірсько-піхотної бригади
Обставини загибелі:
Загинув 8 лютого 2015 р. під час відводу підрозділу із селища Рідкодуб (Шахтарський район) під Дебальцеве. Похований 12 лютого 2015 р. у  смт. Єрки, Катеринопільський район, Черкаська область.

## Нагороди
Указом Президента України № 270/2015 від 15 травня 2015 року, «за особисту мужність і високий професіоналізм, виявлені у захисті державного суверенітету та територіальної цілісності України, вірність військовій присязі», нагороджений орденом «За мужність» III ступеня (посмертно).